# Великокрасноярське сільське поселення
Вели́кокра́сноя́рське сільське поселення (рос. Большекрасноярское сельское поселение) — муніципальне утворення у складі Омутинського району Тюменської області, Росія.
Адміністративний центр — село Великий Краснояр.

## Історія
Присілок Романовка був ліквідований у 2014 шляхом приєднання до присілка Томська.

## Населення
Населення — 979 осіб (2020; 1002 у 2018, 1094 у 2010, 1138 у 2002).

## Склад
До складу поселення входять такі населені пункти:
| Населений пункт          | Населення, осіб (2002) | Населення, осіб (2010) |
| ------------------------ | ---------------------- | ---------------------- |
| Великий Краснояр, село   | 876                    | 876                    |
| Красноярська, присілок   | 59                     | 86                     |
| Малий Краснояр, присілок | 65                     | 43                     |
| Романовка, присілок      | 22                     | 6                      |
| Томська, присілок        | 116                    | 83                     |